# Шелейховский, Александр Кондратьевич
Александр Кондратьевич Шелейховский (?—1896) — генерал-лейтенант русской императорской армии. Брат В. К. Шелейховского.

## Биография
Родился в семье Кондратия Антоновича Шелейховского.
Воспитывался в Полоцком кадетском корпусе, который не окончил. Обучение продолжал в Главном инженерном училище, в котором в 1842 году окончил офицерский класс. Выпущен прапорщиком в полевые инженеры.
Служил по инженерным войскам, затем по армейской пехоте. Подполковник с 1862 года, полковник с 1864 года. Принимал участие в Кавказской войне.
В 1870—1874 годах командовал Нарвскии пехотным полком; 30 октября 1874 года был назначен командиром Полоцкого пехотного полка. В 1875 году был произведён в генерал-майоры и назначен командиром 2-й бригады 33-й пехотной дивизии. Во время русско-турецкой войны 1877—1878 годов командовал этой бригадой до 14 сентября 1877 года, затем состоял по армейской пехоте до 1883 года, когда был определён в запасные войска. Уволен от службы 16 сентября 1884 года с производством в генерал-лейтенанты.
Умер в Санкт-Петербурге 23 мая (4 июня) 1896 года. Был похоронен на Смоленском православном кладбище вместе с женой Елизаветой Ильиничной, которая скончалась в том же году, 15 августа.